# William Cleary Kerr
William Cleary Kerr (Cantagalo, 11 de agosto de 1888 – Campinas, 1 de novembro de 1956), conhecido mais tarde como Reverendo Guilherme Kerr, foi um pastor da Igreja Presbiteriana do Brasil, presidindo seu Supremo Concílio entre os anos 1937-1942.
Descendente o seu pai de norte-americanos e sua mãe de alemães, foi autor da "Gramática Elementar da Língua Hebraica". Tal gramática foi a primeira da Língua Hebraica publicada em português e permanece ainda em destaque e uso no Brasil.
O reverendo William C. Kerr foi professor da cadeira de Hebraico e Literatura do Velho Testamento em uma Faculdade de Teologia da Igreja Presbiteriana do Brasil (o Seminário Presbiteriano do Sul, em Campinas, no estado de São Paulo).